# I racconti di padre Brown
I racconti di padre Brown è uno sceneggiato televisivo prodotto dalla Rai nel 1970 e diretto da Vittorio Cottafavi. La riduzione televisiva, curata da Edoardo Anton, era tratta dagli omonimi racconti dello scrittore inglese Gilbert Keith Chesterton.

## Descrizione e colonna sonora
Il formato originario è quello della miniserie televisiva composta da sei puntate, che vennero trasmesse in prima visione dal  canale nazionale il martedì alle 21, dal 29 dicembre 1970 al 2 febbraio 1971. La fiction incontrò un grande successo di pubblico (una puntata totalizzò circa 21 milioni di spettatori) grazie soprattutto alle qualità dei due attori protagonisti: Renato Rascel, perfetto (anche fisicamente) nel ruolo di padre Brown e Arnoldo Foà, nei panni di Flambeau, l'inafferrabile ladro convertito e riportato sulla retta via da padre Brown fino a diventarne il fidato e validissimo compagno di avventure. Nel 2010 lo sceneggiato è stato trasmesso in replica da TV2000.
Alcuni brani della colonna sonora sono stati utilizzati anche nel film d'animazione Un burattino di nome Pinocchio, sempre con Renato Rascel nel ruolo di narratore. Musiche composte da Vito Tommaso con la collaborazione dei Cantori Moderni di Alessandroni e dei 4+4 di Nora Orlandi.

## Attori
Del cast facevano parte:
- Renato Rascel, padre Brown
- Arnoldo Foà, Flambeau
- Paolo Bonacelli
- Filippo De Gara
- Nicola Morelli, Turner
- Dino Peretti, il giudice

Fra le guest star (attori ospiti impegnati in una sola o più puntate) figurano Mario Piave, Franco Castellani, Massimo Serato, Mario Pisu.

## Home video
La fiction è stata anche distribuita in DVD nel 2005 dalla Multimedia San Paolo e da Rai Trade. Il cofanetto comprende tre dischi contenenti le versioni originali delle sei puntate, immesse non in ordine cronologico: il primo DVD contiene le puntate La croce azzurra e Il mistero del dottor Hirsch (n. 1 e n. 3), il secondo le puntate La forma sbagliata e Le colpe del Principe Saradine (n. 6 e n. 2) e il terzo le puntate I tre strumenti di morte e I tre ladri (n. 5 e n. 4), per una durata complessiva di circa 360 minuti.

## Puntate
| nº | Titolo                         | Prima TV Italia  |
| -- | ------------------------------ | ---------------- |
| 1  | La croce azzurra               | 29 dicembre 1970 |
| 2  | Le colpe del principe Saradine | 5 gennaio 1971   |
| 3  | Il duello del dottor Hirsch    | 12 gennaio 1971  |
| 4  | Il re dei ladri                | 19 gennaio 1971  |
| 5  | I tre strumenti di morte       | 26 gennaio 1971  |
| 6  | La forma sbagliata             | 2 febbraio 1971  |

### La croce azzurra
Per mezzo del suo segretario personale, il vescovo informa padre Brown di volergli affidare una missione delicata: dovrà affrontare un lungo viaggio attraverso l'Europa, raggiungere Cortona, dove si tiene il congresso eucaristico internazionale e consegnare al cardinale Dominicis la famosa Croce Azzurra, un sacro oggetto di enorme valore, composto di 11 zaffiri da 22 carati l'uno. Padre Brown suggerisce una scorta armata, ma il vescovo si fida più dell'intelligenza del messaggero. Ma si dà il caso che Flambeau, il ladro più famoso e più inafferrabile del mondo, sia proprio alla caccia della Croce Azzurra e per questo il piccolo sacerdote dovrà ingegnarsi per evitare il furto.
- Personaggi e interpreti: Johnny (padre coadiutore): Vittorio Fanfoni; la ragazza preoccupata: Patrizia De Clara; il segretario del vescovo, Rossano Jalenti; l’ispettore Valentin: Filippo De Gara; il controllore sospetto: Enrico Ribulzi; la contadina virile: Siria Betti; padre Martin: Arnoldo Foà; il commissario capo: Paolo Bonacelli; il cameriere indignato: Mario Maggi; il cameriere perplesso: Enrico Lazzareschi; lo sfortunato fruttivendolo: Franco Castellani; il carabiniere a piedi: Luigi Sportelli; il bambino scettico: Fabio Frabotta; il carabiniere poco attento: Willy Moser; la donna dell’emporio: Ada Ferrari; il ragazzo avido: Vittorio Guerrieri.
- Note: In questo primo episodio c’è continuità fra la sigla iniziale, comune a tutti e sei gli episodi, e l’inizio della storia: Rascel termina la partita di pallone (fine sigla) ed entra in canonica (inizio episodio). Inoltre, nei titoli di testa, Arnoldo Foà è accreditato come padre Martin e non come il ladro Flambeau, probabilmente per non rivelare da subito il suo vero ruolo.

### Le colpe del principe Saradine
Padre Brown e Flambeau hanno programmato una piacevole escursione. I due decidono di dirigersi verso l'isola delle Canne, per fare visita a un vecchio ammiratore di Flambeau, il principe Saradine. Degli eventi inquietanti disturbano la pace della traversata, finché i due approdano sull’isola. Puntuale, Saradine fa il suo arrivo. Poco dopo approda anche la misteriosa canoa incontrata per mare: l'uomo in tuba accusa Saradine di aver ucciso a tradimento suo padre, lo sfida a duello e lo finisce con un colpo di sciabola. Sembra una banale vendetta, ma padre Brown è convinto che le cose non siano affatto come sembrano.
- Personaggi e interpreti: il gioielliere disonesto: Carlo Reali; l’uomo che pesca: Paolo Rovesi; Paul: Massimo Serato; mrs. Anthony: Bianca Toccafondi; principe Saradin: Giorgio Ardisson; Antonelli: Alfio Petrini; il medico: Salvatore Gioncardi; il poliziotto: Ignazio Pandolfo.

### Il duello del dottor Hirsch
Padre Brown e Flambeau sono in visita turistica a Parigi. Passeggiando per le strade della città, i due si imbattono in un curioso personaggio, il colonnello Du Bosch, che sta tentando di sobillare la folla. Da due giorni il dottor Hirsch, scienziato parigino di fama riconosciuta, si è barricato in casa e rifiuta di riceverlo per dargli le dovute spiegazioni. A detta di Du Bosch, infatti, Hirsch sarebbe un traditore della patria: ha scoperto la formula di un potentissimo esplosivo silenzioso, depositata presso il ministero della guerra. Il colonnello Du Bosch dice di avere le prove che Hirsch, colto dal rimorso, ha venduto allo straniero la sua stessa formula. Lo scandalo provoca la reazione dei vertici politici e militari: il prefetto di Parigi viene incaricato di assoldare Flambeau per indagare: proprio colui che, anni prima, lo aveva beffato mentre era un ricercato della polizia.
- Personaggi e interpreti: il dottor Hirsch: Cesare Barbetti; l’ispettore di polizia: Giancarlo Bonuglia; il prefetto: Mario Pisu; Brun il pacifista: Bruno Cattaneo; Armagnac l’ateo: Brizio Montinaro; il cameriere: Enrico Ribulzi; il duca di Valognes: Giorgio Bonora; la guardia: Evar Maran; l’ufficiale del controspionaggio: Luigi Basagaluppi; la signora inglese: Eleonora Morana; la giornalista greca: Anatassia Singhellaki; il giornalista francese: Vittorio Duse.

### Il re dei ladri
Lunedì dell’Angelo del 1925 (il 13 aprile di quell'anno): padre Brown viene invitato a casa del banchiere Barrow, la cui figlia Ethel è di fede cattolica, per assistere a una pantomima allestita dalla stessa Ethel con l’aiuto dello zio James, appena arrivato dal Canada. Tra gli spettatori c'è anche il socio di Barrow, sir Arthur Baker: i due sono proprietari della famosa B. B. Bank. Al termine della rappresentazione, uno degli attori dello spettacolo rimane steso a terra. padre Brown corre verso di lui e scopre che l'attore è stato narcotizzato dopo aver preso un colpo in testa. In pochi secondi, Barrow scopre anche che, durante lo spettacolo, la cassaforte è stata svaligiata e, come se non bastasse, lo zio James è sparito. 
- Personaggi e interpreti: Turner: Nicola Morelli; Ethel: Giuditta Saltarini; zio James: Giancarlo Caio; Barrow: Guido Alberti; Baker: Dante Cona; miss Edith: Elvira Cortese; miss Florence: Dora Calindri; Johnny (padre coadiutore): Vittorio Fanfoni; il peccatore con l’oca: Luciano Zuccolini; Von Muskart: Helmut Geyer; il signore che non ha dormito: Filippo Tuminelli; Dalberg: Paul Müller; l’ufficiale a cavallo: Antonio Rays; la guardia a cavallo: John Bennedy.

### I tre strumenti di morte
Grazie alla mediazione di padre Brown, Lady Dorothy riesce a riavere un prezioso tappeto che le era stato rubato dal domestico Charles. Colto dal rimorso, Charles aveva infatti subito confessato il furto a padre Brown, che ora lo restituisce alla legittima proprietaria, consigliandole peraltro di riassumere Charles - licenziato dopo il furto - come servitore. Nel frattempo, Charles, sotto falso nome, si era fatto assumere come cameriere da un certo Sir Aaron, un filantropo puritano che tiene allegri comizi contro l'alcolismo. Sir Aaron vive in una torre con la figlia, il segretario, un lugubre maggiordomo e, appunto, Charles. La notte successiva Sir Aaron viene ucciso, e tutti i sospetti dell'ispettore Gilder ricadono su Charles. Ma i risultati dell’autopsia e soprattutto i tre strumenti di morte constatati sul luogo del delitto (una pistola, una corda e la spinta dalla finestra) fanno capire a padre Brown l’esatto svolgimento degli eventi mortali, convincendo le autorità a non perseguire l’autrice morale di quanto accaduto.
- Personaggi e interpreti: Lady Dorothy: Nietta Zocchi; il baronetto: Eugenio Cappabianca; lord Lyon: Varo Soleri; Johnny (padre coadiutore): Vittorio Fanfoni; il cliente irlandese: Michele Riccardini; Patrick Royce: Guido De Salvi; sir Aaron Armstrong: Andrea Bosic; l’ubriaco alto: Claudio Guarino; l’ubriaco piccolo: Enrico Canestrini; l’ubriaco piccolissimo: Salvatore Furnari; la patronessa anglicana: Franca Dominici; Magnus: Manlio De Angelis; l’ispettore Gilder: Oreste Lionello; il sergente: Mario Righetti; Charles: Gilberto Mazzi; il giudice: Dino Peretti; miss Armstrong: Francesca Siciliani.

### La forma sbagliata
Padre Brown e il suo amico Flambeau sono ospiti del poeta Quinton, ricco e originale cultore di pratiche orientali. Un giovedì, mentre padre Brown e Flambeau passeggiano nel giardino di Quinton, si accorgono che sulla casa di Quinton aleggia una strana aria che fa presagire al prete qualcosa di orrendo. Né meno inquietanti risultano il rinvenimento di uno strano coltello, caduto improvvisamente dalla parete sulla quale era inchiodato, e il comportamento di un bizzarro indù, ospite del poeta. I sospetti di padre Brown trovano una risposta quando viene rinvenuto il corpo del poeta: dapprima si pensa a un suicidio, ma padre Brown non ne è convinto. Dovrà affrontare un caso simile al tradizionale enigma della camera chiusa. 
- Personaggi e interpreti: Leonard Quinton: Marco Guglielmi; Ann Quinton: Margherita Guzzinati; il dottor Harris: Mario Piave; il Guru indiano: Kalam Shamsuddin; Richard: Dario De Grassi.